# 狗骨柴
狗骨柴（学名：Diplospora dubia）为茜草科狗骨柴属下的一个种。

## 扩展阅读
- 維基物種上的相關：狗骨柴